# Berlín (seriál)
Berlín (též známý jako Papírový dům: Berlín, ve španělském originále La casa de papel: Berlín) je španělský televizní seriál vytvořený Álexem Pinou a Esther Martínez Lobato pro platformu Netflix. Slouží jako prequel Papírového domu a zaměřuje se na život Andrése de Fonollosy alias „Berlína“ před událostmi první a druhé řady původního seriálu. Hrají v něm Pedro Alonso, Michelle Jenner, Tristán Ulloa, Begoña Vargas a Julio Peña Fernández. Dne 29. prosince 2023 měl seriál tvořený osmi díly premiéru na platformě Netflix. Papírový dům: Berlín se setkal se smíšenými recenzemi, přičemž mnozí kritici měli pocit, že nedosahuje stejných kvalit, jako původní seriál Papírový dům.
Dne 19. února 2024 byla oznámena příprava druhé řady.

## Synopse
Mnoho let před událostmi seriálu Papírový dům se Berlínovi zdařila další loupež, při níž ukradl šperky v hodnotě 44 milionů eur a obvinil toho, kdo mu poskytl ochranku. V té době už byl vůdcem zločineckého gangu, který tvořili Keila (Michelle Jenner), Damián (Tristán Ulloa), Cameron (Begoña Vargas), Bruce (Joel Sánchez) a Roi (Julio Peña Fernández). Děj se odehrává především v Paříži. Situace se zkomplikuje, když se Berlín při špehování oběti, na kterou má být podstrčena vražda, zamiluje do její manželky.

## Obsazení

### Hlavní postavy
| Pedro Alonso                  | Andrés de Fonollosa či „Berlín“ |
| Samantha Siqueiros            | Camille                         |
| Tristán Ulloa                 | Damián                          |
| Michelle Jenner               | Keila                           |
| Begoña Vargas                 | Cameron                         |
| Julio Peña Fernández          | Roi                             |
| Joel Sánchez                  | Bruce                           |
| Maria Isabel "Masi" Rodríguez | Susi                            |

### Vedlejší postavy
| Itziar Ituño | Raquel Murillo         |
| Najwa Nimri  | Alicia Sierra Montes   |
| Miko Jarry   | Olivier                |
| Martín Aslan | Alain                  |
| Belén López  | Eris (Limoncello Lady) |

## Seznam dílů
| Č. v seriálu | Č. v řadě | Původní název                       | Český název            | Režie                                          | Scénář                                                                               | Premiéra na Netflixu |
| ------------ | --------- | ----------------------------------- | ---------------------- | ---------------------------------------------- | ------------------------------------------------------------------------------------ | -------------------- |
| 1            | 1         | La energía del amor                 | Energie lásky          | Albert Pintó, David Barrocal a Geoffrey Cowper | Álex Pina, Esther Martínez Lobato, David Barrocal a David Oliva                      | 29. prosince 2023    |
| 2            | 2         | El ancla y el lobo                  | Kotva a vlk            | Albert Pintó, David Barrocal a Geoffrey Cowper | Álex Pina, Esther Martínez Lobato, David Barrocal a David Oliva                      | 29. prosince 2023    |
| 3            | 3         | Póker de embriones                  | Postupka z embryí      | Albert Pintó, David Barrocal a Geoffrey Cowper | Álex Pina, Esther Martínez Lobato, David Barrocal a David Oliva                      | 29. prosince 2023    |
| 4            | 4         | Un aquarium en la espalda           | Akvárko na zádech      | Albert Pintó, David Barrocal a Geoffrey Cowper | Álex Pina, Esther Martínez Lobato, David Barrocal a David Oliva                      | 29. prosince 2023    |
| 5            | 5         | After Love                          | After Love             | Albert Pintó, David Barrocal a Geoffrey Cowper | Álex Pina, Esther Martínez Lobato, David Barrocal, David Oliva a Lorena G. Maldonado | 29. prosince 2023    |
| 6            | 6         | La noche de los limones             | Noc citronů            | Albert Pintó, David Barrocal a Geoffrey Cowper | Álex Pina, Esther Martínez Lobato, David Oliva, Lorena G. Maldonado a Luis Garrido   | 29. prosince 2023    |
| 7            | 7         | La útlima virgen de Occidente       | Jediná panna na Západě | Albert Pintó, David Barrocal a Geoffrey Cowper | Álex Pina, Esther Martínez Lobato, David Oliva, Lorena G. Maldonado a Luis Garrido   | 29. prosince 2023    |
| 8            | 8         | Un elefante en peligro de extinción | Ohrožený slon          | Albert Pintó, David Barrocal a Geoffrey Cowper | Álex Pina, Esther Martínez Lobato, David Oliva, Lorena G. Maldonado a Luis Garrido   | 29. prosince 2023    |

## Produkce
Koncem listopadu 2021, jen několik dní před vydáním druhé části páté řady Papírového domu, Netflix oznámil, že připravuje spin-off seriál Berlín, jehož premiéra se předběžně plánuje na rok 2023 a v němž by si Pedro Alonso měl zopakovat svou titulní roli z původního seriálu. Dne 28. září 2022 byli do hlavních rolí vedle Alonsa přidáni Michelle Jenner, Begoña Vargas, Tristán Ulloa, Julio Peña Fernández a Joel Sánchez. V březnu 2023 bylo oznámeno, že Itziar Ituño a Najwa Nimri si také zopakují své role Raquel Murillo a Alicie Sierry z původního seriálu. Natáčení začalo v říjnu 2022 v Paříži a pokračovalo v Madridu.
Tvůrci Alex Pina a Esther Martínez Lobato chtěli po svých předchozích nedávných projektech natočit něco „světlejšího“. V porovnání s mateřským seriálem Papírový dům má Berlín komediálnější nádech a zaměstnává více herců a lokací. Seriál byl natáčen v širším poměru stran 2:1, aby postavy „více vnímaly scénické prostředí“.
Dne 19. února 2024 byla oznámena obnova seriálu pro druhou řadu. Natáčení začne v roce 2025.

## Kritika
Noel Murray z deníku The Daily Beast nabyl dojmu, že zápletka a nové postavy nedosahují kvalit původního seriálu Papírový dům.